# 手铐缚
手铐缚（日语：手錠縛り），是捆绑方式的一种，即将对象的双手捆绑并在双手中央打结。该捆绑方式简单且所用器具较少，因为外观看似手铐而得名。